# Дювернуа, Альфонс
Виктор-Альфонс Дювернуа (фр. Victor-Alphonse Duvernoy; 30 августа 1842, Париж — 7 марта 1907, Париж) — французский пианист, композитор и музыкальный педагог. Сын певца Франсуа Дювернуа и внук кларнетиста и композитора Шарля Дювернуа, брат певца Эдмона Дювернуа. Был женат на дочери Полины Виардо.
Учился в Парижской консерватории у Антуана Мармонтеля, Франсуа Базена и Матюрена Барберо. Концертировал как пианист, дебютировал как композитор на рубеже 1860-70-х гг. фортепианными пьесами, добился признания симфонической поэмой «Буря» для солистов, хора и оркестра (1880, слова Армана Сильвестра и Пьера Бертона по одноимённой трагедии Шекспира). В 1892 году выступил с первой оперой, «Сарданапал», за которой последовали ещё две, а также балет «Вакх» (1902, Парижская опера, хореограф Жозеф Хансен). С 1886 года преподавал фортепиано в Парижской консерватории (среди его учеников, в частности, Александр Винклер).